# Carlos Delgado
Carlos Juan Delgado Hernández (nascido em 25 de junho de 1972) é um ex-jogador porto-riquenho profissional de beisebol da  Major League Baseball. Com 473 home runs e 1512 RBIs, Delgado detém o recorde de home runs e RBIS de todos os tempos entre os jogadores porto-riquenhos. Delgado está na lista dos jogadores da MLB com 30 home runs ou mais em dez temporadas consecutivas.
Durante seus doze anos com o Toronto Blue Jays, Delgado estabeleceu muitos recordes da equipe, incluindo home runs (336), RBIs (1058), walks (827), slugging percentage (.556), on-base plus sluggin (.949), corridas (889), bases totais (2786), rebatidas duplas (343), corridas criadas (1077),  rebatidas extrabases (690), vezes em base (2362), hit by pitch (122), walks intencionais (128) e vezes ao bastão por home run (14.9). Delgado também jogou pelo  Florida Marlins e pelo  New York Mets. Em 4 de fevereiro de 2015, Delgado foi eleito para o Canadian Baseball Hall of Fame.